# Веселе (Тузлівська сільська громада)
Весе́ле — село Тузлівської сільської громади, у Білгород-Дністровському районі Одеської області України. Населення становить 107 осіб.
17 жовтня 1964 р. села Садове та Веселе Тузлівської сільради Білгород-Дністровського (укрупненого) р-ну об'єднані в один населений пункт село Веселе.
10 лютого 1987 р. із складу села Веселе Безім'янківської сільради виділено (відокремлено) в окремий населений пункт колишнє село Садове, відновивши його попередню назву, і підпорядковано його Безім'янківської сільській Раді.

## Населення
Згідно з переписом УРСР 1989 року чисельність наявного населення села становила 155 осіб, з яких 75 чоловіків та 80 жінок.
За переписом населення України 2001 року в селі мешкало 105 осіб.

### Мова
Розподіл населення за рідною мовою за даними перепису 2001 року:
| Мова       | Відсоток |
| ---------- | -------- |
| українська | 88,79 %  |
| російська  | 10,28 %  |
| молдовська | 0,93 %   |